# Sicya inquinata
Sicya inquinata är en fjärilsart som beskrevs av W. Warren 1897. Sicya inquinata ingår i släktet Sicya och familjen mätare. Inga underarter finns listade i Catalogue of Life.